# Лютик волосистоплодный
Лютик волосистоплодный (лат. Ranunculus trichocarpus) — вид двудольных растений рода Лютик (Ranunculus) семейства Лютиковые (Ranunculaceae). Впервые описан в 1867 году ботаниками Пьером Эдмоном Буассье и Теодором Кочи.

## Распространение, описание
Распространён в России (Кавказ), Закавказье, Средней Азии, Турции (Восточная Анатолия), Иране (от западной до центральной частей страны, включая Иранский Азербайджан) и на северо-востоке Ирака. Описан из Ирана.
Травянистое растение с очерёдным листорасположением. Цветки с пятью лепестками. Плод — многоорешек. Ядовито.

## Синонимы
Синонимичное название — Ranunculus kopetdaghensis Litv..